# Hospitalitermes
Hospitalitermes es un género de termitas  perteneciente a la familia Termitidae que tiene las siguientes especies:

## Especies
1. Hospitalitermes ataramensis
2. Hospitalitermes bicolor
3. Hospitalitermes birmanicus
4. Hospitalitermes blairi
5. Hospitalitermes brevirostratus
6. Hospitalitermes butteli
7. Hospitalitermes damenglongensis
8. Hospitalitermes diurnus
9. Hospitalitermes ferrugineus
10. Hospitalitermes flaviventris
11. Hospitalitermes flavoantennaris
12. Hospitalitermes grassii
13. Hospitalitermes hospitalis
14. Hospitalitermes irianensis
15. Hospitalitermes javanicus
16. Hospitalitermes jepsoni
17. Hospitalitermes jinghongensis
18. Hospitalitermes kali
19. Hospitalitermes lividiceps
20. Hospitalitermes luzonensis
21. Hospitalitermes madrasi
22. Hospitalitermes majusculus
23. Hospitalitermes medioflavus
24. Hospitalitermes moluccanus
25. Hospitalitermes monoceros
26. Hospitalitermes nemorosus
27. Hospitalitermes nicobarensis
28. Hospitalitermes papuanus
29. Hospitalitermes paraschmidti
30. Hospitalitermes proflaviventris
31. Hospitalitermes rufus
32. Hospitalitermes schmidti
33. Hospitalitermes umbrinus